# Oier Lazkano
Oier Lazkano López (* 7. November 1999 in Vitoria-Gasteiz) ist ein spanischer Radrennfahrer.

## Sportlicher Werdegang
In der Jugend und bei den Junioren machte Lazkano vorrangig auf nationaler Ebene auf sich aufmerksam. Allein in der Saison 2017, der zweiten als Junior, konnte er 17 Erfolge seinem Palmarès hinzufügen. Nach dem Wechsel in die U23 wurde er zunächst Mitglied in der Amateurmannschaft von Caja Rural-Seguros RGA, mit der er national weitere Erfolge erzielen konnte. Ende der Saison 2019 bereits als Stagiaire eingesetzt, wurde er 2020 fest in das UCI ProTeam übernommen. Bei der Portugal-Rundfahrt 2020 erzielte er mit dem Gewinn der dritten Etappe seinen ersten Erfolg als Profi.
Zur Saison 2022 stieg Lazkano in die UCI WorldTour auf und wurde Mitglied im Movistar Team. Mit seinem neuen Team gewann er bei der Tour de Wallonie 2022 die zweite Etappe, sein erster Sieg auf den UCI ProSeries. 2023 folgte sein erster Rundfahrtsieg bei den Boucles de la Mayenne sowie der Gewinn des spanischen Meistertitels im Straßenrennen. Ab 2023 begann sich Lazkano, in den belgischen Frühjahrsklassikern einen Namen zu machen; so war er Zweiter bei Dwars door Vlaanderen 2023 und Dritter bei Kuurne–Brüssel–Kuurne 2024. In der Saison 2024 gewann er die teilweise auf Schotter ausgetragene Clásica Jaén Paraíso Interior, bei der er sich mit einer Ausreißergruppe in der frühen Rennphase vom Peloton abgesetzt hatte. Während der Tour de France 2024 gewann er auf der 14. Etappe das Souvenir Jacques Goddet am Col du Tourmalet.
Nach drei Jahren im Movistar Team wechselte Lazkano zur Saison 2025 zum Team Red Bull-Bora-hansgrohe.

## Erfolge
2020
- eine Etappe Portugal-Rundfahrt

2022
- eine Etappe Tour de Wallonie

2023
- Spanischer Meister – Straßenrennen
- Gesamtwertung, eine Etappe und Nachwuchswertung Boucles de la Mayenne
- eine Etappe Burgos-Rundfahrt

2024
- Clásica Jaén Paraíso Interior

## Grand-Tour-Platzierungen
| Grand Tour            | 2021 | 2022 | 2023 | 2024 |
| --------------------- | ---- | ---- | ---- | ---- |
| Giro d’ItaliaGiro     | –    | 98   | –    | –    |
| Tour de FranceTour    | –    | –    | –    | 79   |
| Vuelta a EspañaVuelta | DNF  | –    | 81   | 92   |